# بحيرة بروستر
بحيرة بروستر (بالإنجليزية: Brewster Lake)‏ هي بحيرة في جزيرة فانكوفر في كولومبيا البريطانية التابعة لكندا شمال غرب بحيرة كامبيل في المنطقة الشمالية الغربية لمدينة كامبيل ريفر. بحيرة بروستر جزء سلسلة البحيرات ضمن (طريق سايوارد فورست كانوي). وهي إحدى بحيراته الثلاثة الأكبر، بحيرة بروستر مشهورة بصيد السمك على مدار السنة وخاصة سمك السلمون المرقط السفاح.